# Kadizade
Die Kadizade war im späten 16. und im 17. Jahrhundert eine salafitisch-religiös motivierte Reformbewegung innerhalb des Osmanischen Reiches. Sie wandte sich vor allem gegen den Sufismus. 
Sie geht vor allem zurück auf Kadızade Mehmed Efendi und dessen Schüler Katib Çelebi sowie auf Mehmeds Lehrer Imam Birgivi, die eine Rückkehr zum als einfach imaginierten Leben zu Zeiten Mohammeds und den Salaf aṣ-Ṣāliḥ forderten. Sie wandten sich gegen alles, was sie als unislamisch empfanden, wie das Bauen von Qubba, Feiern des Mawlid an-Nabi, Einführen und Praktizieren der Bidʿa, Rauchen oder das Gruppen-zikr.
Birgivi erwähnt in seinen Schriften erstmals den Begriff "Tariqat Muhammadiya."
Einer der größten Unterstützer von Imam Birgivi war Sokollu Mehmed Pascha. Nachdem dieser 1579 von einem Sufi-Derwisch ermordet wurde, verloren die Kadizade an Einfluss, blieben jedoch als Reformbewegung weiterhin aktiv. 
Mehmet Efendi hielt in Istanbul regelmäßig Predigten, in denen er die Derwischtänze als nicht islamisch legitimiert bezeichnete, des Weiteren rief er zu Verboten durch die Regierung auf. Er hielt Musik und Tanz bei den Derwischriten für ein Unterhaltungsprogramm. Er gewann damit die Gunst des Hofes und wurde Hofprediger des Sultans Murad IV., der als streng orthodoxer Muslim galt. Der Genuss von Kaffee, Opium, Wein und Tabak war verboten; achtzehn Personen sollen an einem einzigen Tag wegen Übertretung dieser Regel hingerichtet worden sein. Im Anschluss kommt es zu Aktionen gegen Sufis, ein Teil davon staatlich durchgesetzt, andere in Selbstjustiz durch die Kadizade. Mehmets Disput mit den Sufis erlangte erstmals größere Aufmerksamkeit, als er sich mit dem Sufi-Meister Sivas Efendi stritt. Das Kaffeeverbot war umstritten, da es noch ein Jahrhundert zuvor von Scheichülislam Mehmed Ebussuud Efendi für halāl erklärt worden war.
Kadizade und Sufiorden (tariqa) bekämpften sich oftmals in großen Straßenkämpfen. 1633 und 1662 kam es zu Verboten von Kaffeehäusern und Tavernen, 1685 wurde selbst Nichtmuslimen der Genuss von Wein untersagt. Kadizade Mehmet wurde ein Berater von Sultan Mehmed IV., wodurch er und seine Nächsten Einfluss erlangten. Zwischen 1630 und 1680 kam es zu den heftigsten Auseinandersetzungen zwischen ihnen und ihren Gegnern. Viele Kaffeehäuser und Tavernen wurden in Istanbul zerstört und Sultan Murad IV. legte auf seinem Safawidenfeldzug 1638 eine Spur der Hinrichtung von Leuten, die diesem Konsum nachgingen. So ließ er 20 Janitscharen unterwegs hinrichten, weil man bei ihnen Tabak fand. 1667 wurden Einrichtungen des Bektaşiten-Ordens und Türben bei Edirne zerstört. Der Bostancıbaşı ließ Derwische in Üsküdar inhaftieren, diese werden jedoch nach Kritik wieder freigelassen.
Das Verbot von Derwischtanzriten wurde in den 50er Jahren des 17. Jahrhunderts in Kraft gesetzt und verstärkt 1666 auch für den Mevlevitanz (Semah) ausgerufen. Die Umsetzung war nicht so rigoros wie die Zerstörung von Kaffeehäusern und Tavernen in Istanbul, aber der Druck und die Bedrohung auf die praktizierenden Derwische wuchs.
Mehmed IV. unterstützte Kadizade, doch mit der Ernennung von Köprülü Mehmed Pascha 1656 zum Großwesir (Vezziri Āzam) schrumpfte diese Unterstützung. Mehmed Pascha fürchtete nicht die Aktionen der Sufi-Orden und Stiftungen wie der Sultan, sondern er sah die inzwischen verbreitete Selbstjustiz unter den Kadizade als bedrohlicher an. 
Ein ausschlaggebendes Ereignis war, als bewaffnete Anhänger der Kadizade sich in Richtung der Fatih-Moschee in Istanbul aufmachten. Mehmed Pascha handelte schnell und ließ die Gruppe verhaften und nach Zypern verbannen. Dies war ein verheerender Verlust an Ansehen in der Öffentlichkeit für die Kadizade, wonach sie ab diesem Zeitpunkt an Unterstützung verloren.  Unter dem Imam Vâni Mehmed Efendi, der ebenfalls Berater des Sultans wurde, konnte die Bewegung nochmal an Stärke gewinnen, verlor nach dem Tod Vânis 1685 jedoch endgültig an Bedeutung. Bereits zwei Jahre zuvor, nachdem die Zweite Wiener Osmanenbelagerung mit einer schweren und unerwarteten Niederlage für die Osmanen ausging, verloren die Kadizade erneut an Einfluss. Der Einfluss der Kadizade auf die Politik, wurde als eine der Ursachen der Niederlage dargestellt. So schränkte der Sultan 1683 die Unterstützung der Kadizade ein und entfernte sie von ihren Posten. 1686 wurde das Verbot der Sufi-Rituale wieder aufgehoben.

## Ansichten
In seinem Werk „Tarîkat-ı Muhammediyye“, in dem er sich vor allem auf die Ansichten des ibn Taimiyya stützt, nennt Birgivi folgende Handlungen als unerlaubte Erneuerung und bezeichnet sie als verboten:
- Gegen Entgelt den Koran zu rezitieren oder zu lehren.
- Den Koran zu rezitieren, indem man mit dem Kopf wackelt.
- Neben einer Qubba oder Türbe ein Tier zu schlachten, der Bau ist ebenfalls verboten.
- Zu besonderen Islamischen Feiern Kerzen anzuzünden.
- Im Todesfall eine spezielle „Feier“ abzuhalten.
- Das Einsetzen von „Vermittlergestalten“ zu Gott beim Gebet.
- Reisen zu unternehmen mit der formulierten Absicht, das Grab des Propheten oder anderer Heiliger zu besuchen.
- Den Erlass von Fatwas, ohne Belege aus Koran oder Sunna vorlegen zu können.
- Das Feiern des Mawlid an-Nabi sowie das Abhalten anderer Mawlids.
- Den Glaube an die Lehre von der Einheit des Seins (wahdat al-wudschūd), da sie die Gültigkeit des Tauhid in Frage stelle. Den Autor dieser Lehre, Ibn Arabi, erklärt er zu einem Ungläubigen.